# Акабська затока
Акабська затока, Акаба, Ейлатська затока ((араб. خَلِيج الْعَقَبَة, трансліт. Khalīj al-ʿAqaba) (івр. מפרץ אילת, трансліт. Mifrátz Eilát)) — морська затока Червоного моря між Аравійським та Синайським півостровами. Довжина близько 180 км, ширина до 28 км, глибина до 1 828 м. Відділена від Червоного моря підводним порогом глибиною до 958 м. Її берегова лінія належить чотирьом країнам: Єгипет, Ізраїль, Йорданія та Саудівська Аравія.

## Географія
Географічно Акабська затока є частиною розлому Великої рифтової долини, що відокремлена від Червоного моря підводним порогом завглибшки до 958 м. Затока сполучена з Червоним морем протокою Тиран, в якій розташований ряд невеликих островів (зокрема, Острів фараонів, що є володінням Єгипту). Берегова смуга зрізана слабко, наявні невеликі бухти.

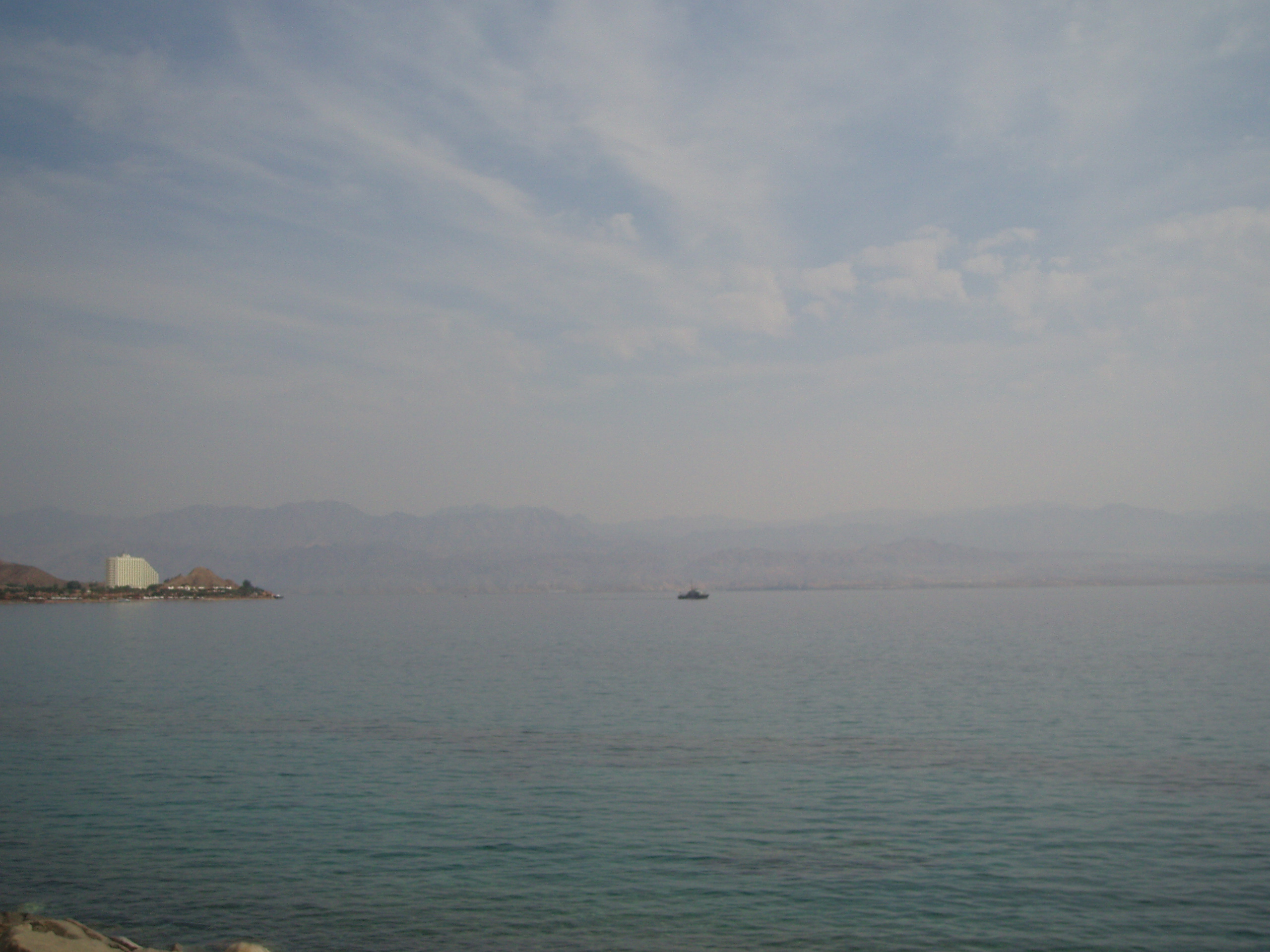
Вид на йорданський берег затоки
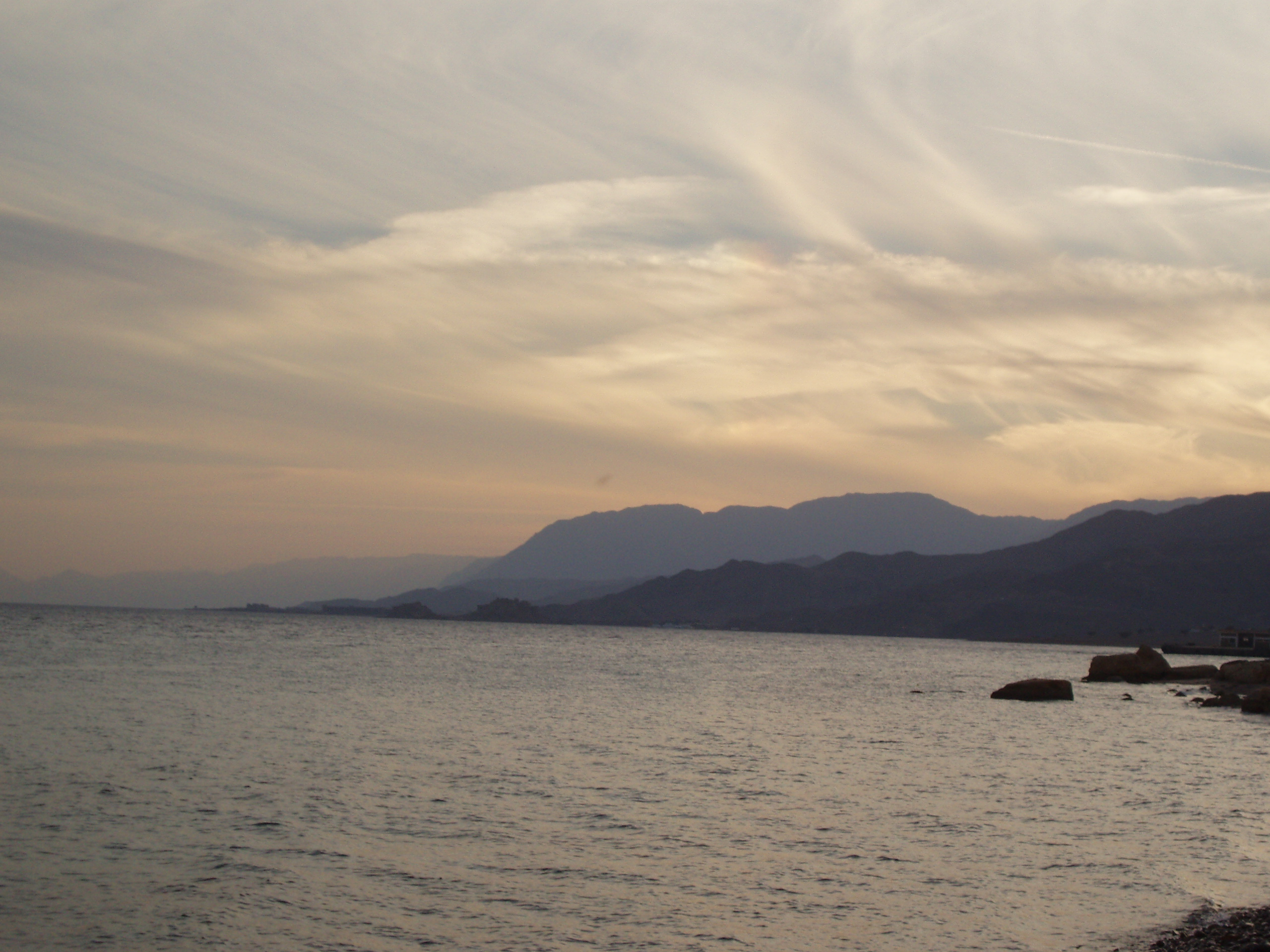
Синайський берег затоки
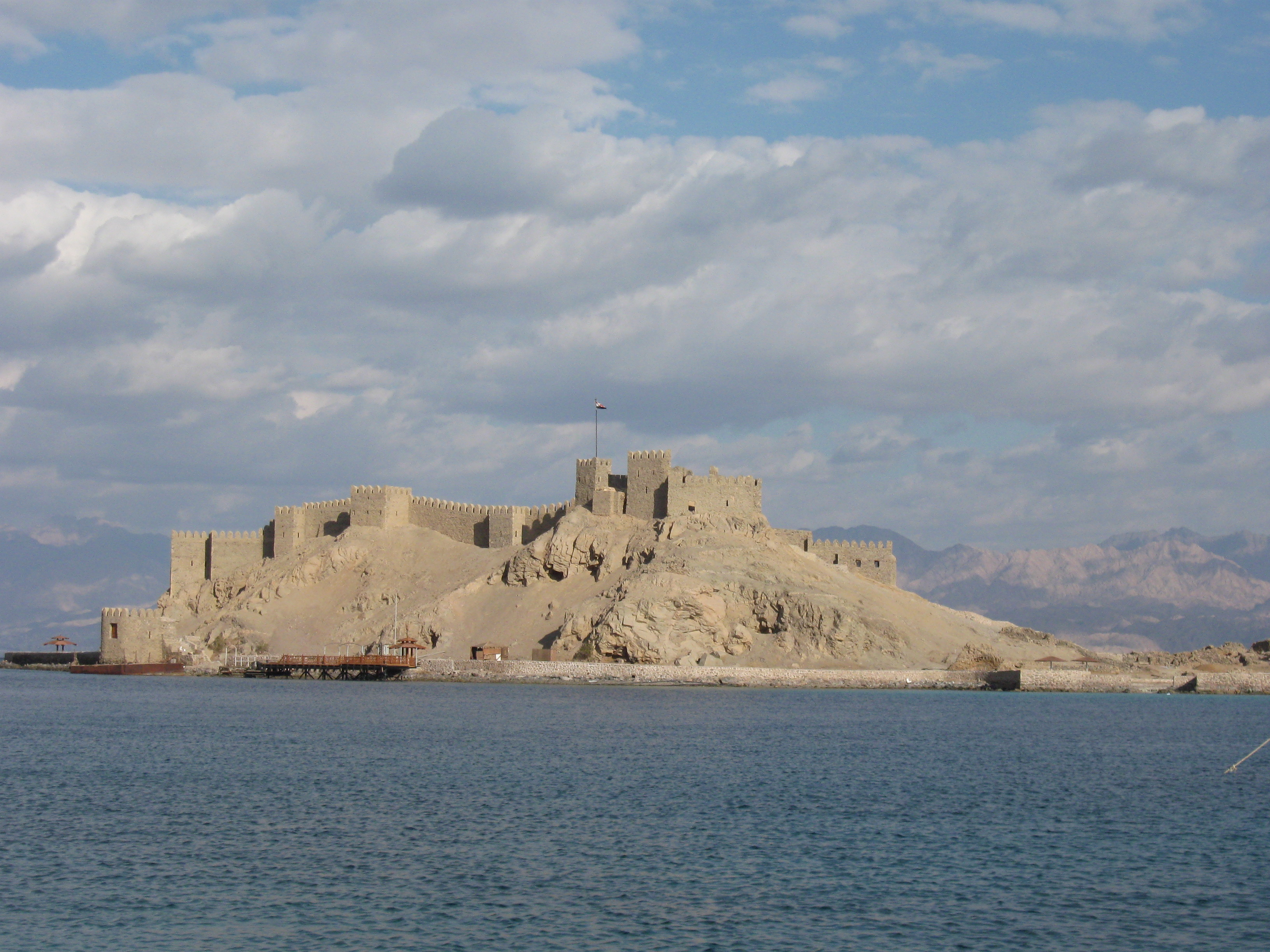
Острів фараонів з середньовічним замком
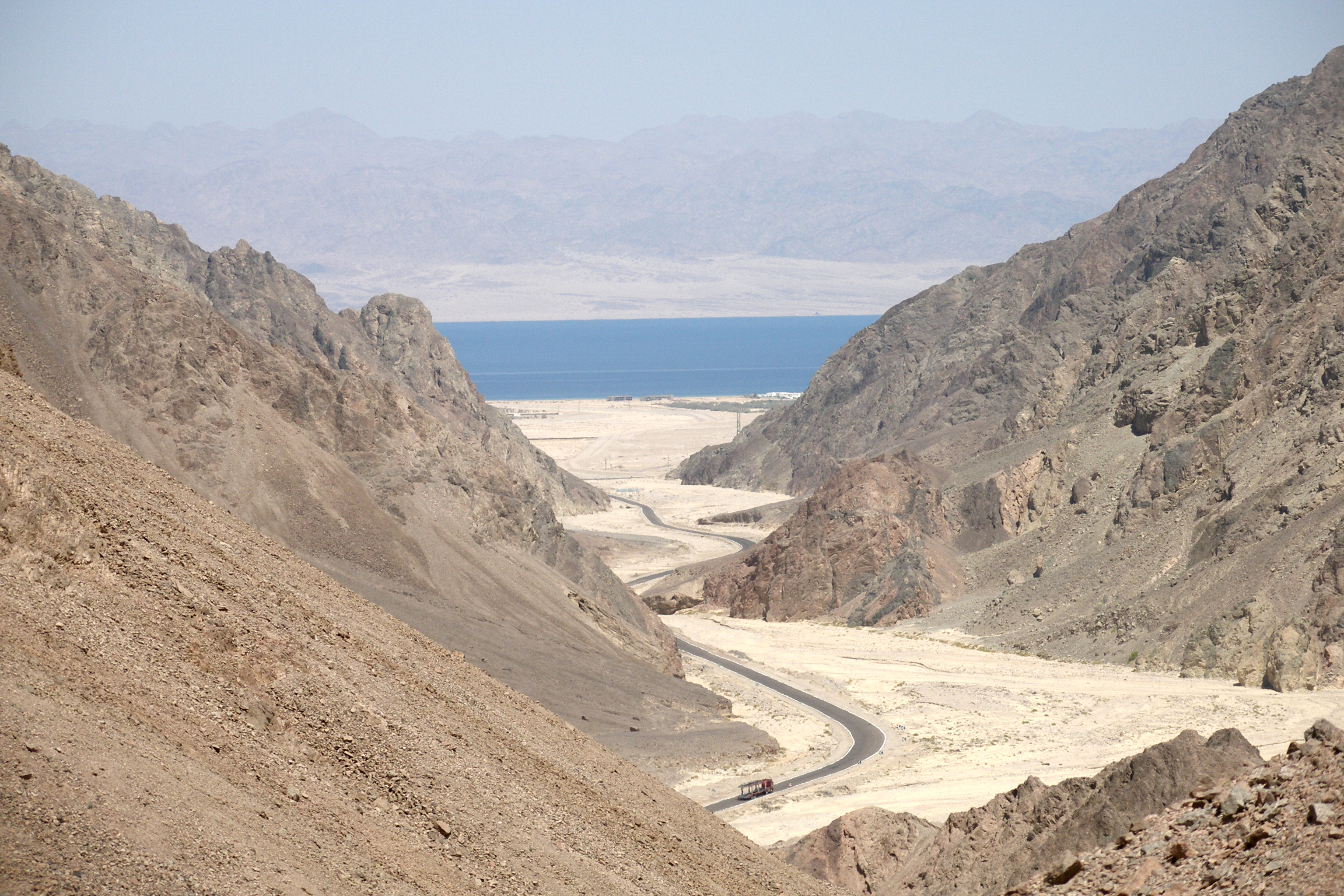
Акабська затока

Адміністративно західний берег Акабської затоки (Синайський півострів) належить Єгипту, східний — частково Йорданії та Саудівській Аравії. На півночі затоки (бухта Акаба) розташований ізраїльський порт Ейлат (через це в Ізраїлі поширена інша назва затоки — Ейлатська затока).

### Межа
Міжнародна гідрографічна організація визначає південну межу затоки як «лінію, що проходить від Рас-аль-Фасма на південний захід до острова Реквін (27°57′ пн. ш. 34°36′ сх. д. / 27.950° пн. ш. 34.600° сх. д.) через острів Тиран до його південно-західної точки, а потім на захід по паралелі (27°54'N) до узбережжя Синайського півострова». 

## Геологія
Суецька затока омиває із заходу Синайський півострів, а Акабська затока — зі сходу. Геологічно затока утворює південний край рифту Мертвого моря. Затока містить три невеликі рифтові басейни — Елатський, Арагонський і Дакарський, утворені між чотирма лівосторонніми сегментами зсуву. Рух по одному з цих розломів спричинив землетрус в Акабській затоці 1995 року. 

## Історія
Історично є в коліні Юди.
Заборона Єгипту на захід в затоку ізраїльських кораблів стала однією з причин Шестиденної війни 1967 року.

## Населення і використання
Береги Акаби переважно не заселені, кочове і частково постійне населення є лише в ділянках, де сходяться кордони Ізраїлю, Єгипту, Йорданії і Саудівської Аравії. Там, зокрема, розташовані два порти: популярне і відносно велике курортне місто Ейлат (Ізраїль) і Акаба — єдиний порт Йорданії, а також прикордонне єгипетське селище Таба.

## Господарство
Затока крім прикордонного статусу, має важливе економічне значення, зокрема, транспортне. Також налогоджене пасажирське поромне (катерами) сполучення між Єгиптом та Йорданією. У водах затоки розвинено рибальство.
На ізраїльській, єгипетській, а з недавнього часу і йорданській ділянках Акаби успішно розвивається туризм (в першу чергу, міжнародний), зокрема збудовані й функціюють ряд готелів, в тому числі й інтернаціональних світових мереж («Хілтон», «Мьовенпік» тощо).